# Phrynocephalus helioscopus
Phrynocephalus helioscopus är en ödleart som beskrevs av Peter Simon Pallas 1773. Phrynocephalus helioscopus ingår i släktet paddagamer och familjen agamer. IUCN kategoriserar arten globalt som livskraftig.

## Utseende
Könsmogna individer har i genomsnitt en kroppslängd (huvud och bål) av 46 mm. Djurets kroppsfärg är oftast identisk med grundens färg i utbredningsområdet för ett bättre kamouflage. Svansens undersida är däremot hos könsmogna hannar rödaktig och hos honor turkos. Den hölls ofta upprätt som en signal för parningsberedda individer av det motsatta kön.
Vanligen är kroppens grundfärg blågrå och på bålen förekommer flera mörka fläckar. Svansen kännetecknas av mörka tvärband som kan vara otydliga. Vuxna individer har dessutom två rödaktiga fläckar på varje sida av nacken samt 5 till 8 dubbla ljusblåa fläckar på bålens ovansida. De senare är likaså oskarpa.

## Utbredning
Denna paddagam förekommer i centrala Asien och i sydöstra Europa (Ryssland). Den når i väst Kaukasus, i syd norra Iran, i öst västra Mongoliet och i norr södra Uralbergen. Phrynocephalus helioscopus lever i låglandet och i bergstrakter upp till 1500 meter över havet. Habitatet utgörs av öknar och halvöknar med glest fördelad växtlighet. Agamen vistas gärna nära vattendrag som tidvis kan vara torrlagda.

## Ekologi
Utanför fortplantningstiden lever varje exemplar ensam. En individ som upptäcker en fara förflyttar sig hastig 30 till 100 cm och stannar sedan för att bedöma situationen. Känner sig agamen fortfarande hotad kan den upprepa samma beteende tre eller fyra gångar. Den visar även svansens färgglada undersida som egentligen är viktig under parningen. Om en människa tar en vildlevande agam i handen blir den helt stelt.
Denna paddagam jagar främst små leddjur och där huvudsakligen myror. Hos vuxna exemplar går andelen myror i födan upp till 85 procent. Phrynocephalus helioscopus undviker däremot spindeldjur och äter inga skinnbaggar alls. Agamen sitter vanligen på en upphöjd plats och fångar dessa byten som vandrar förbi.
Agamen faller själv offer för flera rovlevande fåglar som falkfåglar, sandtärna, svartkråka och isabellatörnskata. En annan fiende är rödräven.
Phrynocephalus helioscopus stannar under olämpliga väderförhållanden i boet men när temperaturerna är tillräcklig höga lämnar den gömstället kort efter regn eller åskväder. Beroende på utbredning fortplantar sig honor två eller tre gånger per år och vid varje tillfälle läggs 3 till 5 ägg. Ungar som kläcks under sensommaren kan ibland fortplanta sig under nästa sommar. Vanligare är att de parar sig efter två vintrar under våren för första gången.

## Underarter
Arten delas in i följande underarter:
- P. h. helioscopus
- P. h. horvathi
- P. h. saidalievi